# 독일어 관사
독일어 관사은 영어 관사 'a'와 'the'와 비슷하게 사용한다. 그러나 독일어 관사는 뒤에 오는 명사의 성(gender), 수(number), 격(case)에 따라 굴절된다.

## 변형
독일어 관사 굴절은 관사 뒤에 오는 명사의 성, 수, 격에 좌우된다. 독일어 관사는 독일어 형용사와 독일어 대명사처럼 모든 3개의 성의 복수형이 같다.

### 부정관사
독일어 부정관사 'ein-'은 영어 부정관사 'a'와 같다. 또한 영어처럼 복수형은 없다. 영어처럼 'einige' (some; several) 혹은 'manche' (some) 같은 것을 사용한다. 이는 스페인어 등 로망스어 계열에는 복수형 부정관사가 있는 것과는 대조된다.
|      | 남성  | 중성  | 여성  | 복수   |
| ---- | ----- | ----- | ----- | ------ |
| 주격 | ein   | ein   | eine  | -eine  |
| 대격 | einen | ein   | eine  | -eine  |
| 여격 | einem | einem | einer | -einen |
| 속격 | eines | eines | einer | -einer |

같은 어미가 부정적 부정관사(negative indefinite article) 'kein-'에 사용된다. 형용사적 소유대명사(adjectival possessive pronoun), 일명 소유형용사(possessive adjectives), 소유한정사(possessive determiners) 'mein-' (my), 'dein-' (your 단수), 'sein-' (his), 'ihr-' (her와 their), 'unser-' (our), 'euer/eur-' (your 복수), 'Ihr-' (your, 권위있는 인물이나 윗사람 등 존경 대상, 항상 첫글자 I는 대문자).

### 정관사
아래 표는 정관사 어미이다. 영어 'the'와 같다.
|      | 남성 | 여성 | 중성 | 복수 |
| ---- | ---- | ---- | ---- | ---- |
| 주격 | der  | die  | das  | die  |
| 대격 | den  | die  | das  | die  |
| 여격 | dem  | der  | dem  | den  |
| 속격 | des  | der  | des  | der  |

이른바 'Der-Wort(der words)'는 비슷한 어미를 취한다. 지시형용사(demonstrative pronoun) 'dies-', 'jen-' (this, that), 관계대명사(relative pronoun) 'welch-' (which), jed- (every), manch- (many), solch- (such)가 있다.
|      | 남성 | 여성 | 중성 | 복수 |
| ---- | ---- | ---- | ---- | ---- |
| 주격 | -er  | -e   | -es  | -e   |
| 대격 | -en  | -e   | -es  | -e   |
| 여격 | -em  | -er  | -em  | -en  |
| 속격 | -es  | -er  | -es  | -er  |

- 위의 정관사 표는 부정관사 표와 같지만, 남성 주격 -er과 중성 주격과 대격은 -es이다.

## '소유관사 같은' 대명사
관계사절과 같은 일부 맥락에서 일반 소유대명사는 다른 대명사의 속격 형태로 교체된다. 영어에 "The king, whose army Napoleon had defeated..." 혹은 "The Himalayas, the highest parts of which were as yet unsurveyed..."와 같다. 이들 관계사들은 소유자의 수와 성과 일치시킨다. 다른 대명사와 달리 이들은 강세(strength)가 없다. 구 내에서 관계대명사 뒤에 오는 여느 형용사도 강어미(strong ending)를 취한다.
정소유격(Definite possessive) [of the] (혼합) : 지시대명사 'der'의 속격
- 남성/중성 : dessen
- 여성/복수 : deren

의문소유격(Interrogative possessive) [of what] (혼합) : 의문대명사 'wer'의 속격
- 남성/여성/중성/복수 : wessen

Die Soldaten dessen Armee (x)
Die Soldaten dieser Armee (o)

## 여격과 속격
속격과 여격 관사와 대명사는 단어 추가가 필요 없이 소유(owning)와 제공(giving)의 행동을 가리킨다. 이는 독일어 문장을 영어권 학습자들에게 혼란을 준다. 성의 경우, 여격은 물체(object)가 아니라 받는사람(receiver)의 성을 따르고, 속격은 주인(owner)의 성을 따른다.
- 여격
  - Ich gebe die Karten dem Mann.
  - I give the cards to the man.

- 속격
  - Die Entwicklung unseres Dorfes
  - The growth of our village

## 같이 보기
- V1 어순
- 겸자구조
- 독일어
- 독일어 관사
- 독일어 대명사
- 독일어 동사
- 독일어 동사활용
- 독일어 명사
- 독일어 명사화
- 독일어 문법
- 독일어 문장 구조
- 독일어 문장 유형
- 독일어 발음
- 독일어 병렬 생략
- 독일어 부사구
- 독일어 불변화사 목록(1996년 정서법 개정안)
- 독일어 양태불변화사
- 독일어 접두사동사 및 불변화사동사
- 독일어 접속법
- 독일어 정서법
- 독일어 주어 내부 생략
- 독일어 태
- 독일어 형용사
- 독일어 환치사